# Блещукаща скотома
Блещукащата скотома е най-често срещаната аура, предвестяваща мигрена. За пръв път е описана през XIX век от д-р Хюберт Ейри (1838-1903).

## Представяне
Може да се появи като симптом без главоболие при ацефалгична мигрена. Въпреки че има много варианти, блещукащата скотома обикновено започва като точка от трептяща светлина по средата на зрителното поле. След това се разширява в една или повече трептящи дъги от бели или цветни примигващи светлини. Дъгата от светлина може постепенно да се увеличи, да стане по-ясна и може да се оформи като ясен зигзагообразен образ, понякога наречен укрепващ спектър, заради приликата с бойниците на замък или форт погледнати от високо. Може да бъде двустранен или едностранен.
Може да е трудно да се чете и опасно да се управлява превозно средство по време на скотома. Нормалното централно зрение може да се възвърне няколко минути преди скотомата да изчезне от периферното зрение.

## Симптоми
Симптомите обикновено отминават за 15 – 30 минути, водейки до главоболие при класическа мигрена или завършвайки без последствие при ацефалгична мигрена.